# Charles Wyndham, 2:e earl av Egremont

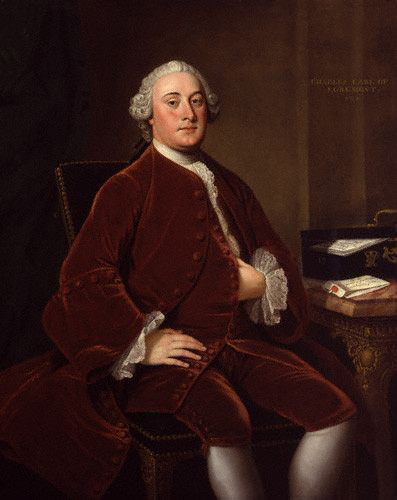
Charles Wyndham, 2:e earl av Egremont.

Charles Wyndham, 2:e earl av Egremont, 4:e baronet, född den 19 augusti 1710, död den 21 augusti 1763, var en brittisk politiker, son till William Wyndham, far till George Wyndham, 3:e earl av Egremont. 
Wyndham blev baronet vid faderns död 1740, var underhusledamot från 1734 och övergick 1741 från tories till Carterets grupp inom whigpartiet. Han ärvde 1750 titeln "earl av Egremont" efter sin morbror Algernon Seymour, 7:e hertig av Somerset och vann i överhuset rätt stort inflytande. 
Wyndham efterträdde i oktober 1761 Pitt som statssekreterare och innehade denna post i Newcastles, Butes och sin svåger George Grenvilles ministärer till sin död. Krigsförklaringen mot Spanien 1762 var hans verk och han hade även stor andel i det första regeringsingripandet mot Wilkes.